# 長野県道496号あづみの公園大町線
長野県道496号あづみの公園大町線（ながのけんどう496ごう あづみのこうえんおおまちせん）は、長野県大町市を走る一般県道。

## 概要

### 路線データ
- 起点：大町市大字常盤字神明原（国営アルプスあづみの公園大町・松川地区）
- 終点：大町市大字常盤字沓掛（国道147号・長野県道334号大平大峰沓掛線交点）

## 通過する自治体
- 大町市

## 交差・接続する道路
- 長野県道306号有明大町線 - 大町市大字常盤字西山
- 国道147号・長野県道334号大平大峰沓掛線 - 大町市大字常盤字沓掛（終点）